# Суток

Суток — река в России, протекает в Рузаевском и Кадошкинском районах Республики Мордовия. Устье реки находится в 109 км по правому берегу реки Сивинь. Длина реки составляет 13 км. В верховьях также называется Сундалка.
Исток реки у деревни Куликовка в 25 км к западу от Рузаевки. Река течёт на северо-запад, приток Болдовка (левый). Единственный населённый пункт на реке — деревня Высокая. Впадает в Сивинь чуть выше села Нагаево.

## Данные водного реестра
По данным государственного водного реестра России относится к Окскому бассейновому округу, водохозяйственный участок реки — Мокша от истока до водомерного поста города Темников, речной подбассейн реки — Мокша. Речной бассейн реки — Ока.
По данным геоинформационной системы водохозяйственного районирования территории РФ, подготовленной Федеральным агентством водных ресурсов:
- Код водного объекта в государственном водном реестре — 09010200112110000027643
- Код по гидрологической изученности (ГИ) — 110002764
- Код бассейна — 09.01.02.001
- Номер тома по ГИ — 10
- Выпуск по ГИ — 0